# Salvia microphylla
Espèce
Classification phylogénétique
Salvia microphylla, la Sauge de Graham ou Sauge à petites feuilles, est une espèce de plantes à fleurs de la famille des Lamiacées. Elle pousse à l'état sauvage dans le sud de l'Arizona et les montagnes de l'est, de l'ouest et du sud du Mexique. Cette espèce s'hybridant facilement, de nombreux hybrides et cultivars ont été introduits dans l'horticulture depuis les années 1990.

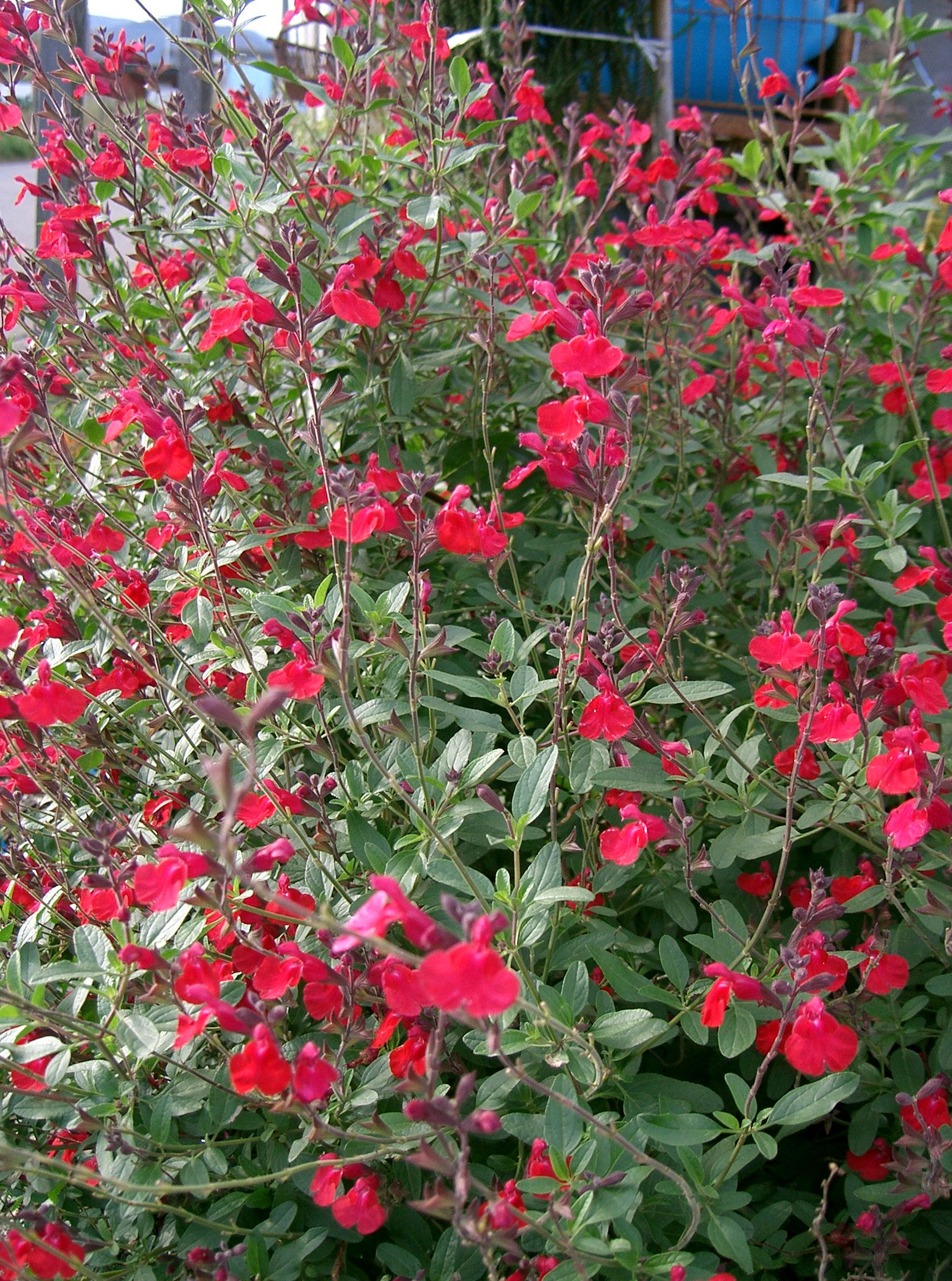
Salvia microphylla.
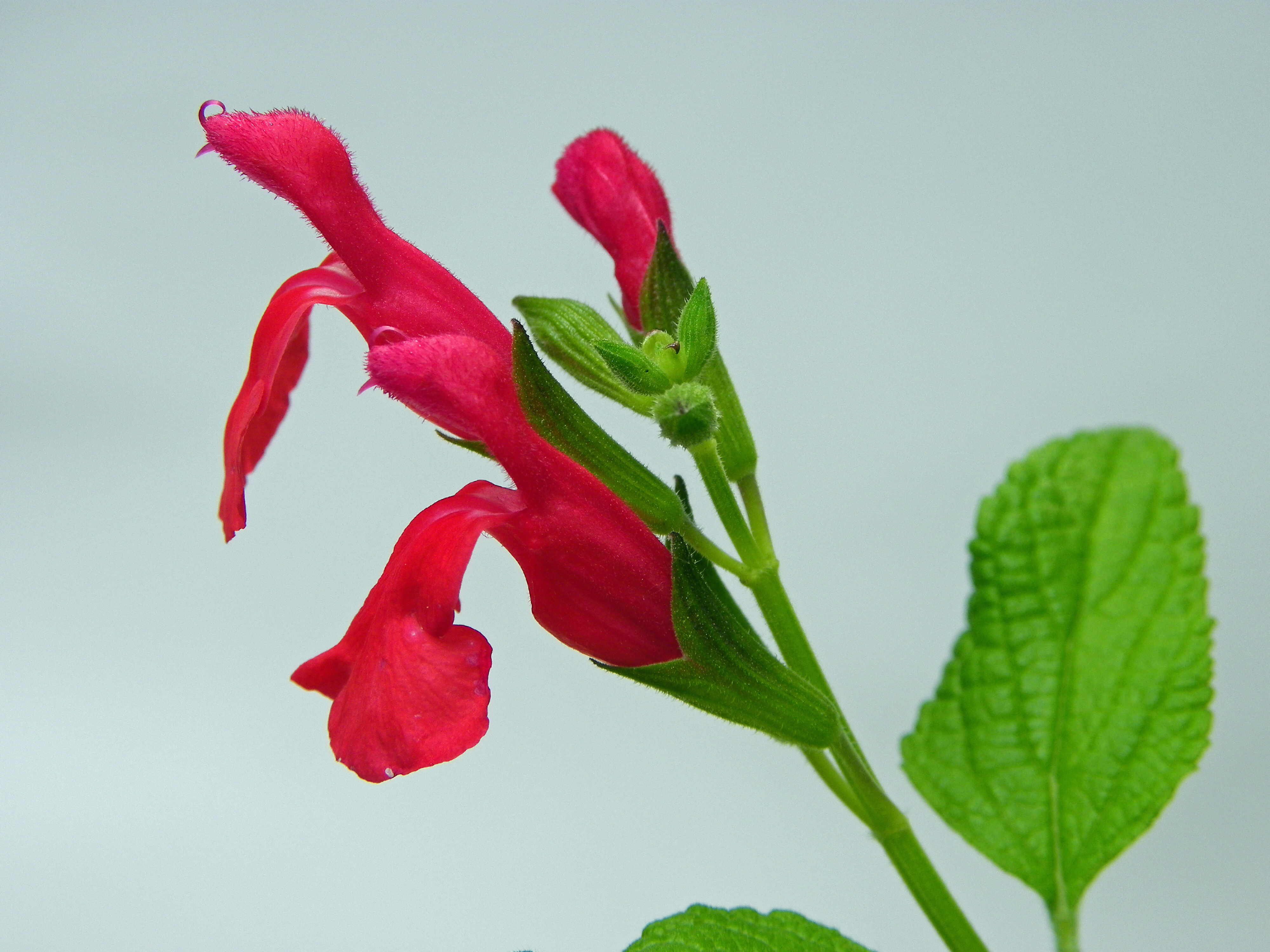
Salvia microphylla, verticille de 2 fleurs.

## Étymologie et histoire
Le nom générique Salvia est un emprunt au latin saluia désignant diverses sauges chez Pline (H.N. 22, 146), terme dérivant lui-même de saluus « plante donnant la santé ».
L'épithète spécifique « microphylla » signifie en grec « petites feuilles ». Au Mexique, il est appelé « mirto de monte », c’est-à-dire :  « myrte des montagnes » ou « myrte de brousse ».
Cette espèce est parfois encore nommée Salvia grahamii, Sauge de Graham.
L'espèce a été décrite par le botaniste allemand Karl Sigismund Kunth qui a consacré 24 ans de sa vie à déterminer la collection de 70 000 spécimens ramenés par Alexander von Humboldt (1769-1859) et Aimé Bonpland de leur voyage en Amérique du Sud.

## Description
La sauge à petites feuilles est un arbrisseau de 1 m à 1,30 m de haut et de large, de port dressé. Toutes les parties sont fortement aromatiques. Les rameaux sont tétragones (à 4 angles) et pubescents.
Les feuilles opposées, de forme elliptique à ovale, sont portées par un pétiole de 1 à 1,5 cm de long. Le limbe de taille variable (en gén. de longueur double du pétiole), aux marges crénelées, est vert foncé. À la moindre manipulation, les feuilles dégagent une forte odeur semblable à celle de la menthe et du cassis.
Les fleurs croissent  en épis terminal, constitué d'une série de verticilles de fleurs, à l'extrémité des rameaux. Le calice est tubuleux, strié, hirsute, bilabié, la lèvre inférieure est bifide. La corolle est rouge pourpre à rose foncé (à l'état sauvage) de longueur triple du calice, le tube est renflé. La lèvre inférieure, bilobée, s'étale largement ; la lèvre supérieure est petite, en forme de casque.
La floraison s'étale de mai aux gelées.

## Distribution
Salvia microphylla est originaire du sud des États-Unis (Arizona) et du Mexique.
La plante est cultivée dans de nombreuses régions du monde. Elle est subspontanée en région méditerranéenne.

## Synonymes
Selon The Plant List, les synonymes sont :
- Salvia gasterantha Briq.
- Salvia grahamii Benth.
- Salvia lemmonii A.Gray
- Salvia obtusa M.Martens & Galeotti
- Salvia odoratissima Sessé & Moc.

## Cultivars et hybrides
La sauge sauvage Salvia microphylla s'hybridant facilement, de nombreux cultivars, de couleurs très variées, ont été créés.
- var 'neurepia' : feuillage vert pâle, fleur rouge foncé[5].
- var 'wislizenii' (syn. Salvia lemmonii) : plus compact, fleur rouge vermillon
- 'Alba': fleur blanche
- 'Blush Pink': fleur rose[6]
- 'Cerro Potosi': feuille vert foncé, plus arrondi, fleur magenta
- 'Desert Blaze': fleur rouge écarlate
- 'Graham's Sage':
- 'Hoja Grande': fleur magenta et feuille vert sombre
- 'Hot Lips' : les fleurs changent de couleur en fonction de la température, couleur rouge et blanc

- 'La Foux': fleur rouge profond et calice noir
- 'La Trinidad Pink': fleur rose
- 'Oxford':  fleur cramoisie rosé, de 80 cm de haut
- 'Pink Blush': fleur rose-magenta, végétation vigoureuse, de 60 à 80 cm
- 'Pleasant View': rose
- 'Rosita':
- 'Ruth Stungo': feuillage panaché, vert et blanc,  de 60 cm de haut[6]
- 'Trebah':fleur lilas
- 'Trelawney':
- 'Trenance': port dressé, fleurs rose lilas.

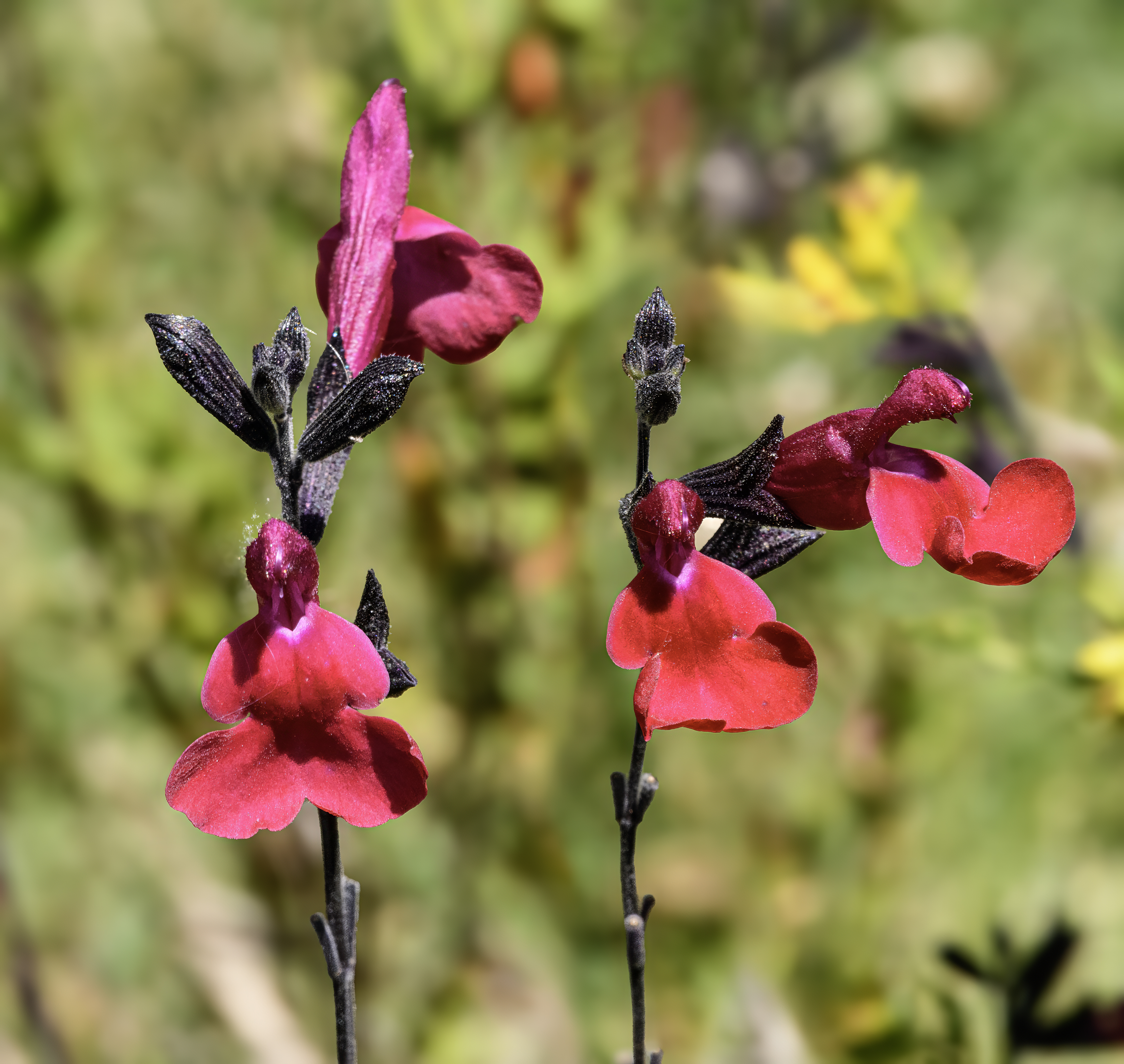
Salvia microphylla var. Royal Bumble.
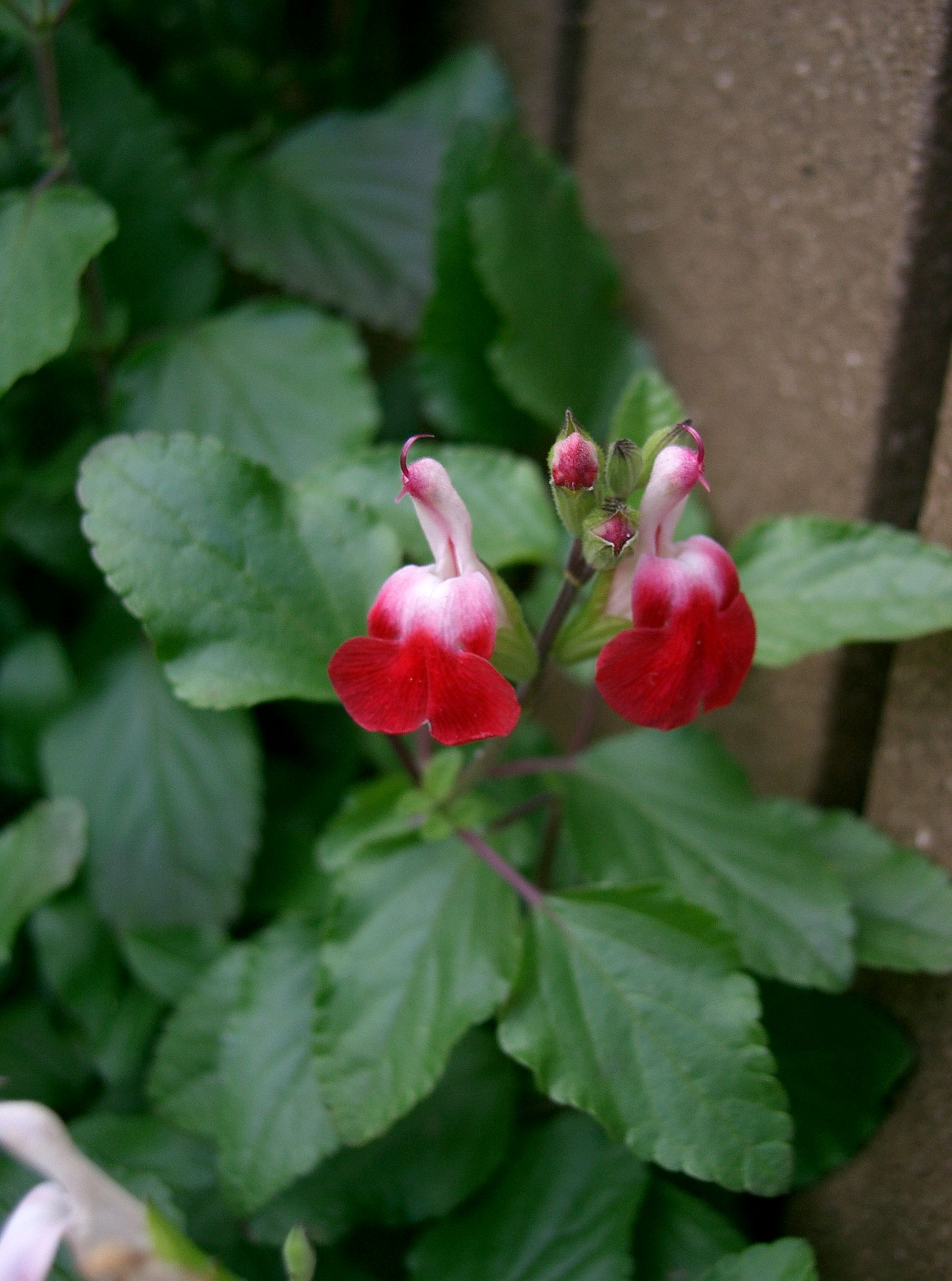
Cultivar 'Hot Lips'.
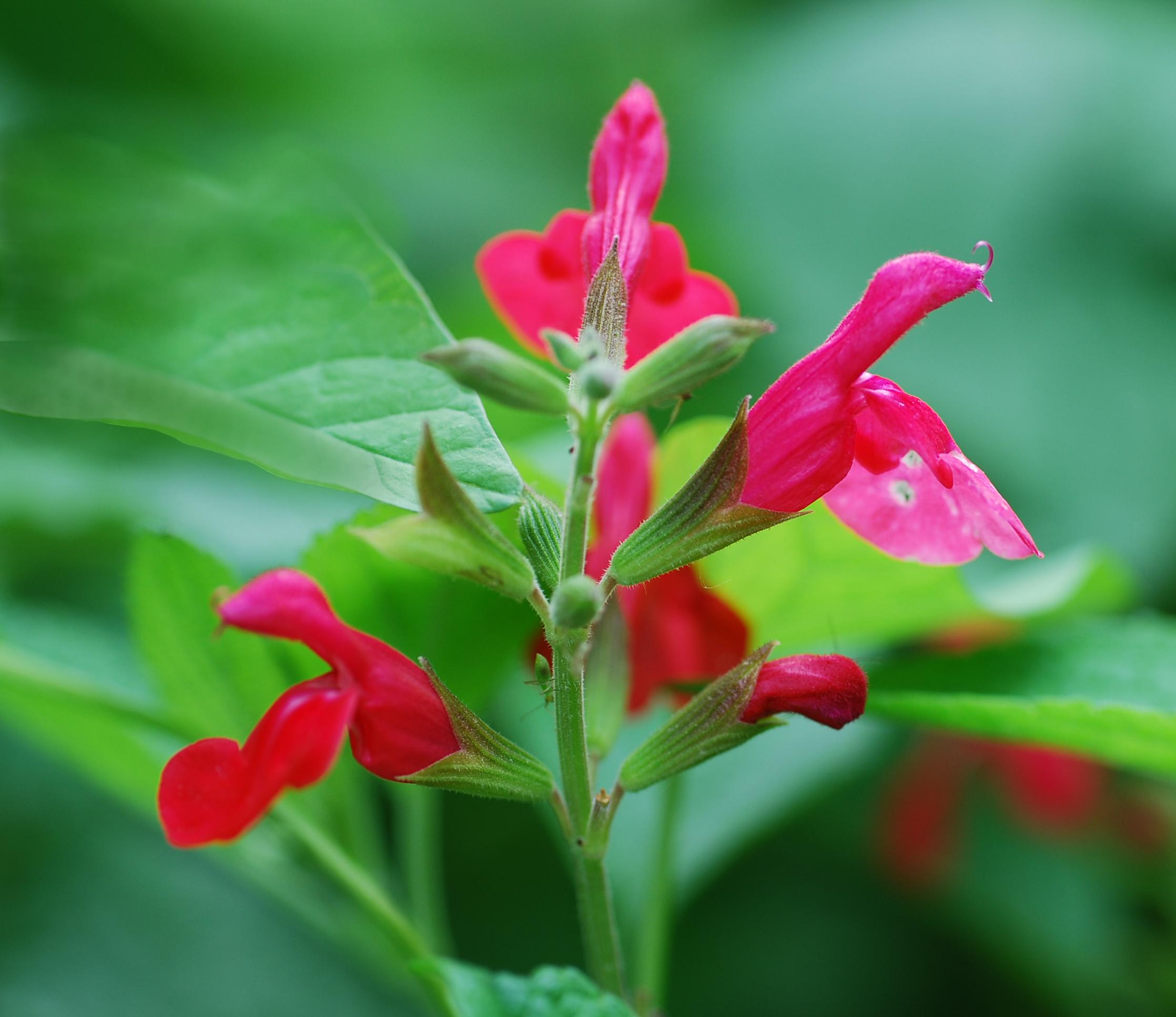
variété neurepia.

## Usages
- Horticole

Salvia microphylla est un arbuste en touffe, au feuillage caduc, demandant une exposition ensoleillée.
De culture facile dans les régions tempérées chaudes, cette sauge croît rapidement.
Très florifère, elle reste fleurie de mai aux gelées. Elle résiste jusqu'à −12 °C. Pour garder sa vigueur, on la rabat sévèrement avant l'hiver. Plus la taille sera drastique, plus abondante sera la floraison.
La couleur des fleurs de certains cultivars peuvent changer au cours des saisons : rouge au printemps et à l'automne, bicolore (rouge et blanc) durant les mois les plus chauds.
- Médicinal

Salvia microphylla est communément utilisée en médecine populaire, dans les rituels de guérison au Mexique et en Amérique centrale d'un grand nombre de maux nommés susto, espanto, mal de aire, nervios, mal de ojo, aigre de viento. Une infusion de la plante en fleur est consommée durant toute la journée que dure le rituel.
En dehors de cette médecine populaire, l'usage le plus fréquent de Salvia microphylla  est pour les maux d'estomac et les troubles gastro-intestinaux. L'infusion de la plante est prise pour arrêter la diarrhée parfois en association avec la grande camomille (Tanacetum parthenium).

## Constituants chimiques
On trouve parmi les constituants chimiques de Salvia microphylla, :
- les triterpénoïdes : 3-acétate d'érythrodiol, lupéol, et acide oléanolique. Ce dernier possède une activité antimicrobienne, antiulcéreuse et anti-inflammatoire.
- les diterpénoïdes : acide 7alpha-hydroxysandaracopimarique (le plus abondant) et l'acide 7-oxo-sandaracopimarique, 7,15-isopimaradien-14α,18-diol, 1α-hydroxy-neoclerodane-3,13-diene-18,19: 15,16-diolide et l'acide 12-méthoxycarnosique. Ce dernier est modérément actif contre Staphylococcus aureus.
- les sesquiterpénoïdes  : beta-eudesmol, 8alpha-hydroxy-beta-eudesmol
- ester phénolique :  2-(p-hydroxyphenyl)ethyl eicosaheptanoic acid ester